# Perkozek białosmugi
Perkozek białosmugi (Tachybaptus pelzelnii) – gatunek średniej wielkości ptaka z rodziny perkozów (Podicipedidae), endemit Madagaskaru. Monotypowy. Zagrożony wyginięciem.
Występowanie
Znany jest głównie z zachodnich i centralnych terenów Madagaskaru. Nie występuje na suchszych obszarach w południowej i południowo-zachodniej części wyspy.
Morfologia
Długość ciała około 25 cm; masa ciała: samce średnio 177 g, samice 145 g. Obie płcie są do siebie podobne, choć samce są nieco większe.
Ekologia
Zamieszkuje stałe lub tymczasowe zbiorniki wodne z obfitą roślinnością, w tym z grzybieniami (Nymphaea). Preferuje stojące wody słodkie, ale czasami spotyka się go w wodach słonawych lub wolno płynących rzekach. 
Ptak ten żywi się owadami wodnymi, małymi rybami, czasami także skorupiakami.
Lęgi stwierdzano w ciągu całego roku, ale generalnie sezon lęgowy ma miejsce pod koniec pory deszczowej – między lutym a kwietniem, także między sierpniem a październikiem, gdy na półkuli południowej panuje wiosna. Zazwyczaj pary gniazdują samotnie, lecz odnotowano też gniazdowanie kolonijne maksymalnie do 150 osobników. Gniazdo to pływająca platforma z płytkim zagłębieniem na górze, wykonana z fragmentów roślin wodnych, liści i miękkich kłączy trzciny. Może być zakotwiczone do roślin wodnych lub w pobliżu pływającej roślinności. Samica składa 3–4 bladoniebieskawe lub białawe jaja, które szybko się zabarwiają wskutek kontaktu z mokrym materiałem z gniazda.
Status i zagrożenia
Od 2018 roku Międzynarodowa Unia Ochrony Przyrody (IUCN) klasyfikuje perkozka białosmugiego jako gatunek zagrożony wyginięciem (EN – Endangered); wcześniej, od 1994 roku miał on status gatunku narażonego (VU – Vulnerable). Jego populacja wynosi około 2000 osobników (stan w roku 2018), a jej trend jest spadkowy. 
Największym zagrożeniem dla tego gatunku jest uszczuplenie terenów bytowania, głównie poprzez przekształcanie ich w pola uprawne ryżu i innych roślin. Do innych zagrożeń należą wprowadzenie do środowiska agresywnych gatunków ryb (np. z rodzaju Channa), które niszczą lęgi ptaków, a nawet atakują osobniki dorosłe, a także zaplątywanie się w rybackie sieci.